# Hoodwinked Too! Hood vs. Evil
(Tagline originale)
Hoodwinked Too! Hood vs. Evil, conosciuto come Cappuccetto Rosso e gli insoliti sospetti - Capitolo II: Liberiamo Hansel e Gretel, è un film d'animazione del 2011 diretto da Mike Disa. È il sequel in 3D del film Cappuccetto Rosso e gli insoliti sospetti del 2006, uscito nelle sale statunitensi il 29 aprile 2011. In Italia non fu distribuito.

## Trama
Il Lupo, la Nonna e Scattino sono in missione per salvare Hansel e Gretel da una strega malvagia di nome Verushka, ma il piano va storto e anche la Nonna viene rapita. Nel frattempo, Rossa si sta allenando con un misterioso gruppo chiamato Sorelle del Cappuccio, da cui apprende che una misteriosa ricetta di tartufo è stata rubata. Il detective Nicky Zampe assegna a lei, Lupo e Scattino il compito di ritrovare la ricetta e salvare la Nonna.
Il gruppo va al nightclub del Gigante per interrogare la sua arpa parlante e ottenere informazioni sul caso, scoprendo che Boingo (in carcere dopo gli eventi del film precedente) ha inviato dei particolari ingredienti a Verushka. La squadra, direttasi in prigione per incontrare il coniglio, sorprende la strega che riesce a sfuggire loro per poco. Rossa e il Lupo hanno una discussione riguardo a chi abbia causato la fuga di Verushka, portando il gruppo a dividersi. Nel frattempo, la strega si rivela essere la ladra della ricetta per il tartufo e cerca di costringere la Nonna a prepararla. Quest'ultima riesce a scappare e trova Hansel e Gretel, i quali sono in realtà le vere menti dietro il furto della ricetta. La Nonna è così ricatturata e scopre che Verushka era una sua vecchia compagna delle Sorelle del Cappuccio, invidiosa del suo costante successo, ragion per cui ha collaborato con Hansel e Gretel per vendicarsi.
Su incitamento di Scattino, il Lupo decide di scusarsi con Rossa, ma si imbatte nei tre Porcellini che ora fanno parte di un gruppo di maiali mercenari assoldati da Hansel e Gretel, i quali cercano di catturarlo. Il Lupo e Scattino salvano Rossa quando cerca di intrufolarsi nella tana di Verushka, quindi si infiltrano nella base di Hansel e Gretel con l'aiuto del Taglialegna, che ora fa parte di una compagnia di jodel. Rossa rivela accidentalmente l'ingrediente finale per la ricetta del tartufo, che viene così completata.
Hansel e Gretel, mangiando i tartufi, si trasformano in giganti, scatenandosi per la città, e tradiscono Verushka, cercando di farla uccidere, ma la Nonna la convince a passare dalla loro parte. Il gruppo inganna i due fratelli per portarli a mangiare più tartufi, facendoli così diventare obesi a tal punto da non riuscire più a muoversi e permettendo il loro arresto. La squadra è di nuovo riunita, e Nicky la recluta per una nuova missione.

## Distribuzione
Il primo trailer ufficiale è stato distribuito dalla Weinstein Company su YouTube.